# رنگینک دم‌نیزه‌ای
رنگینک دم‌نیزه‌ای (نام علمی: Chiroxiphia lanceolata) نام یک گونه از سرده رنگینک‌های رقاص است.